# Britpop
Britpop je podžánr alternativního rocku, který vznikl začátkem 90. let ve Velké Británii. Toto hudební hnutí, inspirované "klasickým" britským kytarovým popem 60. a 70. let, se vyvinulo v reakci na rozličné hudební a kulturní trendy 80. a 90. let, především na ve Spojených státech populární grunge, které získávalo na popularitě i v Evropě. Britpopové skupiny obdivovaly například The Beatles, The Kinks, The Rolling Stones, Small Faces, ale i glamrockové či punkové formace. Svým vzhledem se přibližovaly subkultuře mods, která si potrpěla na upravený zevnějšek (oproti tomu grunge znamená "roztrhaný", "špinavý").
Zpěvák kapely Blur Damon Albarn řekl: „Pokud cílem punku bylo asi se zbavit hippies, pak mým cílem je zbavit se grunge."
Vůdčími skupinami byly Oasis, Suede a Blur, které proměnily britskou alternativní scénu v mainstream a vytvořily tak páteř pro "Cool Britannia", tj. britskou kulturní scénu 90. let. Dalšími komerčně úspěšnými skupinami byly například Pulp nebo Elastica.